# Abramo Albini
Abramo Albini (Garzeno, 29 gennaio 1948) è un ex canottiere italiano, medaglia di bronzo, nel quattro senza, ai Giochi olimpici di Città del Messico 1968.

## Biografia
L'equipaggio del quattro senza con cui vinse la medaglia olimpica era composto anche da Pier Angelo Conti Manzini, Tullio Baraglia e Renato Bosatta. 

## Palmarès
| Anno | Manifestazione  | Sede              | Evento  | Risultato | Note |
| ---- | --------------- | ----------------- | ------- | --------- | ---- |
| 1968 | Giochi olimpici | Città del Messico | 4 senza | Bronzo    |      |